# プリンス・アブドゥッラー・アル・ファイサル・スタジアム
プリンス・アブドゥッラー・アル・ファイサル・スタジアム（アラビア語: استاد الأمير عبدالله الفيصل, 英語: Prince Abdullah al-Faisal Stadium）は、サウジアラビアの都市ジッダにある競技場である。

## 概要
スタジアムの名前は第三代サウジアラビア国王ファイサル2世の長男であるアブドゥッラー・アル＝ファイサル・ビン・アブドゥルアズィーズ王子より採られた。
ジッダ南東部、キング・アブドゥルアズィーズ大学の近くにある。サウジ・プロリーグのアル・アハリとアル・イテハドがホームスタジアムとして使用している。
1970年に23,000人収容、屋内競技場と水泳施設を兼備する総合競技場として設立された。2009年に収容人数を20,000人に減らす工事が行われた。